# Stygocyathura munae
Stygocyathura munae is een pissebed uit de familie Anthuridae. De wetenschappelijke naam van de soort is voor het eerst geldig gepubliceerd in 2003 door Botosaneanu.